# Columnea dimidiata
Columnea dimidiata là một loài thực vật có hoa trong họ Tai voi. Loài này được (Benth.) Kuntze mô tả khoa học đầu tiên năm 1891.